# Oorlogsmonument Nieuwe Hescheweg Oss

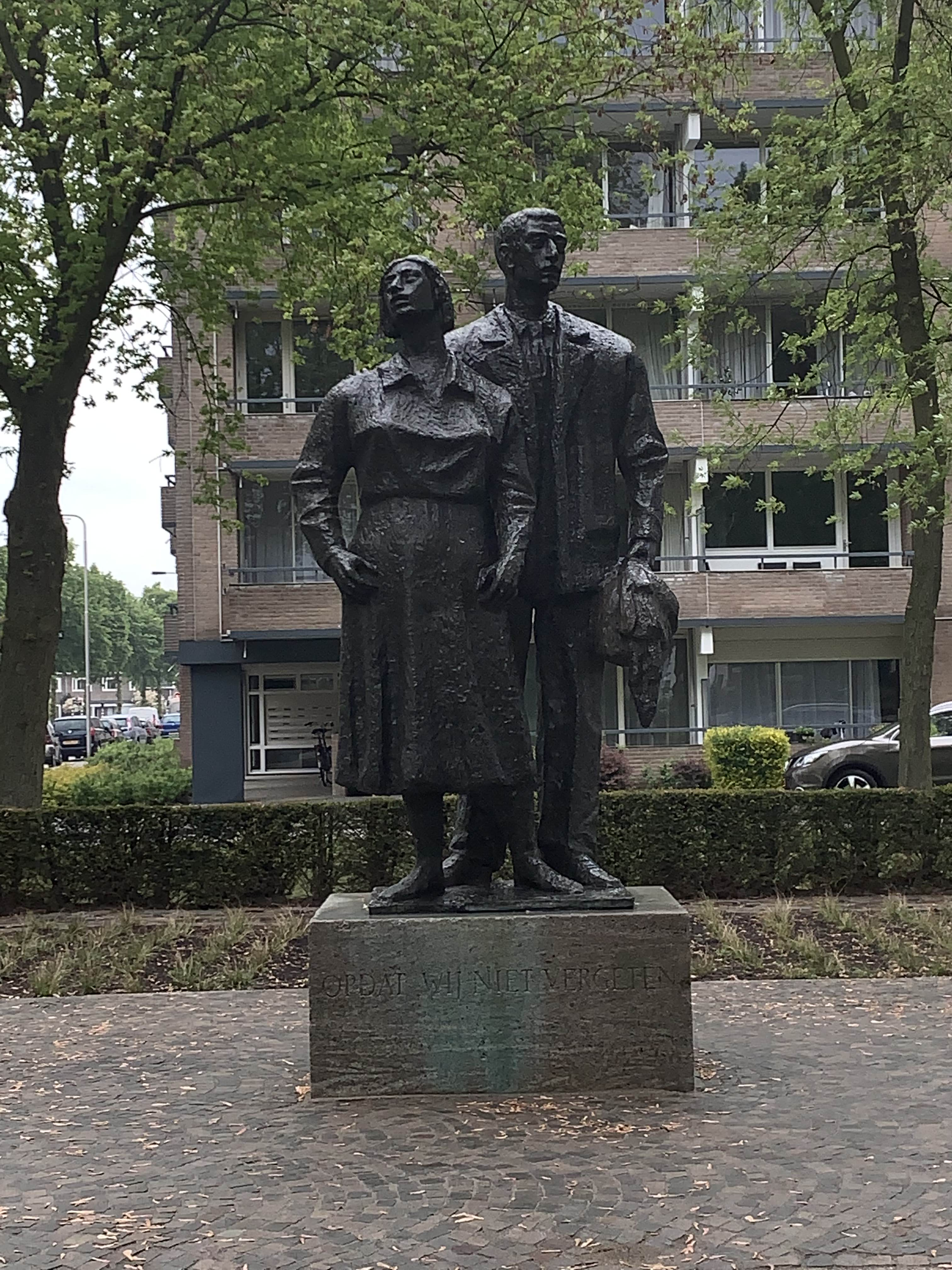
Oorlogsmonument aan de Nieuwe Hescheweg in Oss.

Het oorlogsmonument aan de Nieuwe Hescheweg in Oss werd op 4 mei 1960 onthuld ter nagedachtenis van de Joodse slachtoffers uit Oss die tijdens de Tweede Wereldoorlog zijn omgekomen door acties van het Naziregime.

## Ontstaansgeschiedenis
Het monument is opgericht dankzij het initiatief van onder andere C. Th. Fontein. Fontein was destijds voorzitter van het comité dat geld inzamelde voor de totstandkoming van het herdenkingsmonument.  Het ontwerp en het monument komen van beeldhouwer en medailleur Frans van der Burgt uit het nabijgelegen Rosmalen. Op 4 mei 1960 werd het monument onthuld door C. Th. Fontein en voormalig verzetsleider G van de Helden. De onthulling vond plaats na de Sjoeldienst die werd geleid door de Amsterdamse Rabbijn L. S. Israels ter ere van de Dodenherdenking.

## Vormgeving en locatie

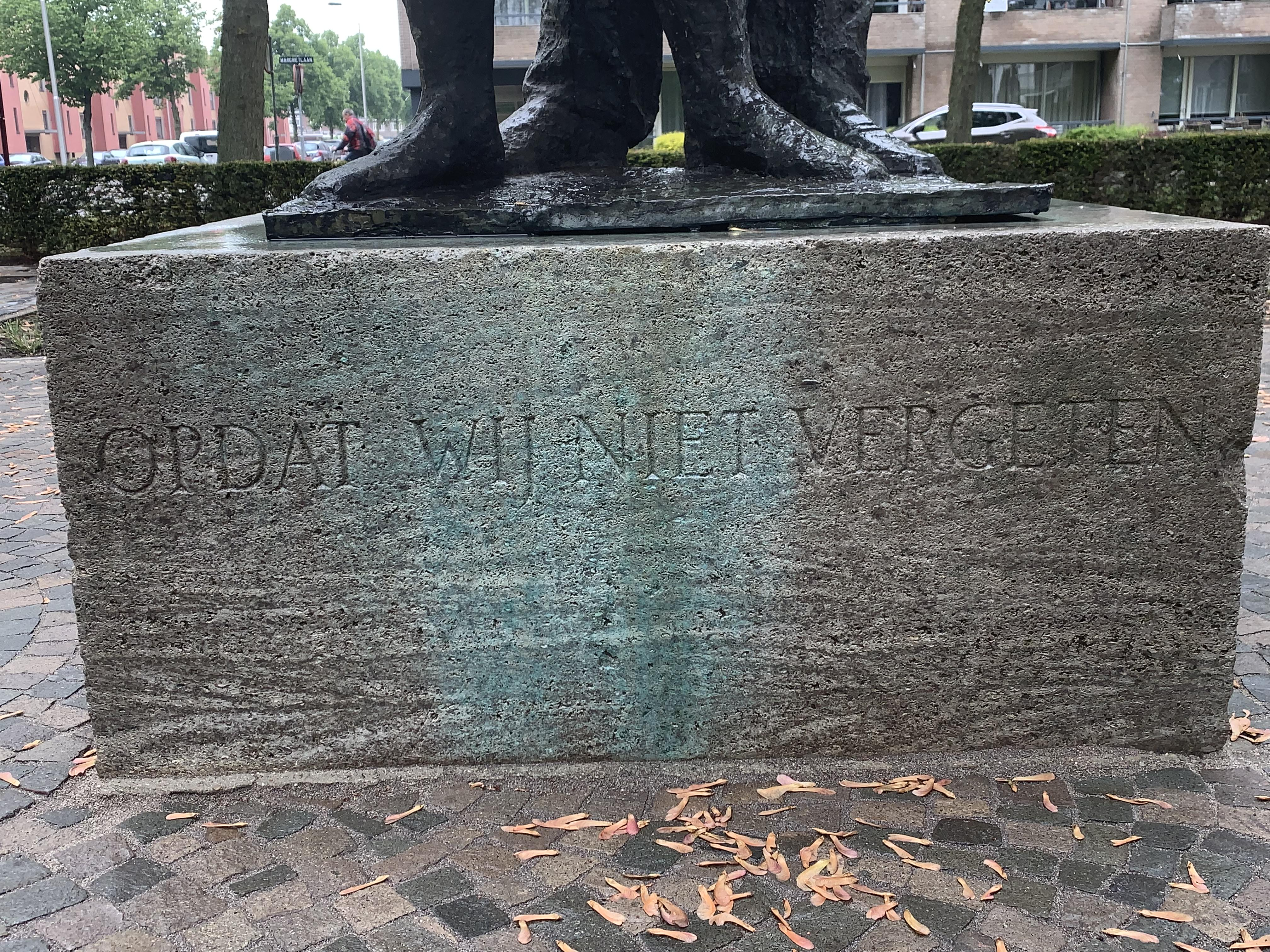

Het oorlogsmonument aan de Nieuwe Hescheweg is een bronzen beeld van een man en een vrouw. Het koppel staat op een voetstuk van 90 centimeter hoog. 1,50 meter breed en 1 meter diep. In zijn geheel is het monument 2,60 meter hoog. Op zowel de voorzijde als de achterzijde van het voetstuk staan teksten.
De tekst op de voorzijde luidt: 
“OPDAT WIJ NIET VERGETEN”.
De tekst op de achterzijde luidt: 

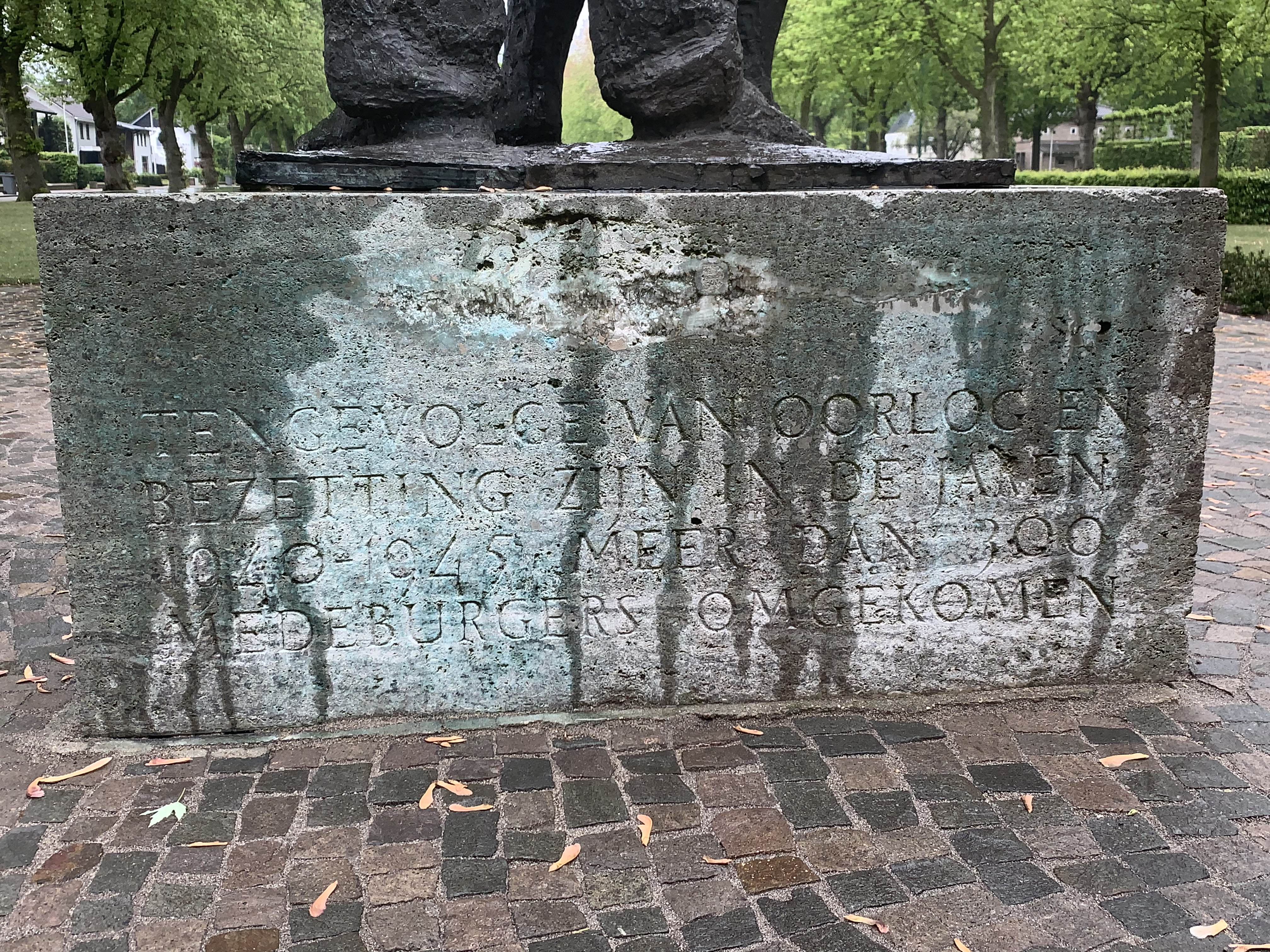
Inscriptie achterzijde

“TENGEVOLGE VAN OORLOG EN BEZETTING 
ZIJN IN DE JAREN 1940-1945
MEER DAN 300 MEDEBURGERS
OM HET LEVEN GEKOMEN”.
Het monument is gelegen aan de Nieuwe Hescheweg te Oss. Dit is een drukke weg die vanuit het centrum van Oss naar het dorp Heesch loopt, waar deze weg overloopt in de Osseweg. Het monument staat op het einde van een grasveld wat zich naast de woonwijk Oranjebuurt II bevindt.

## Herdachte groepen

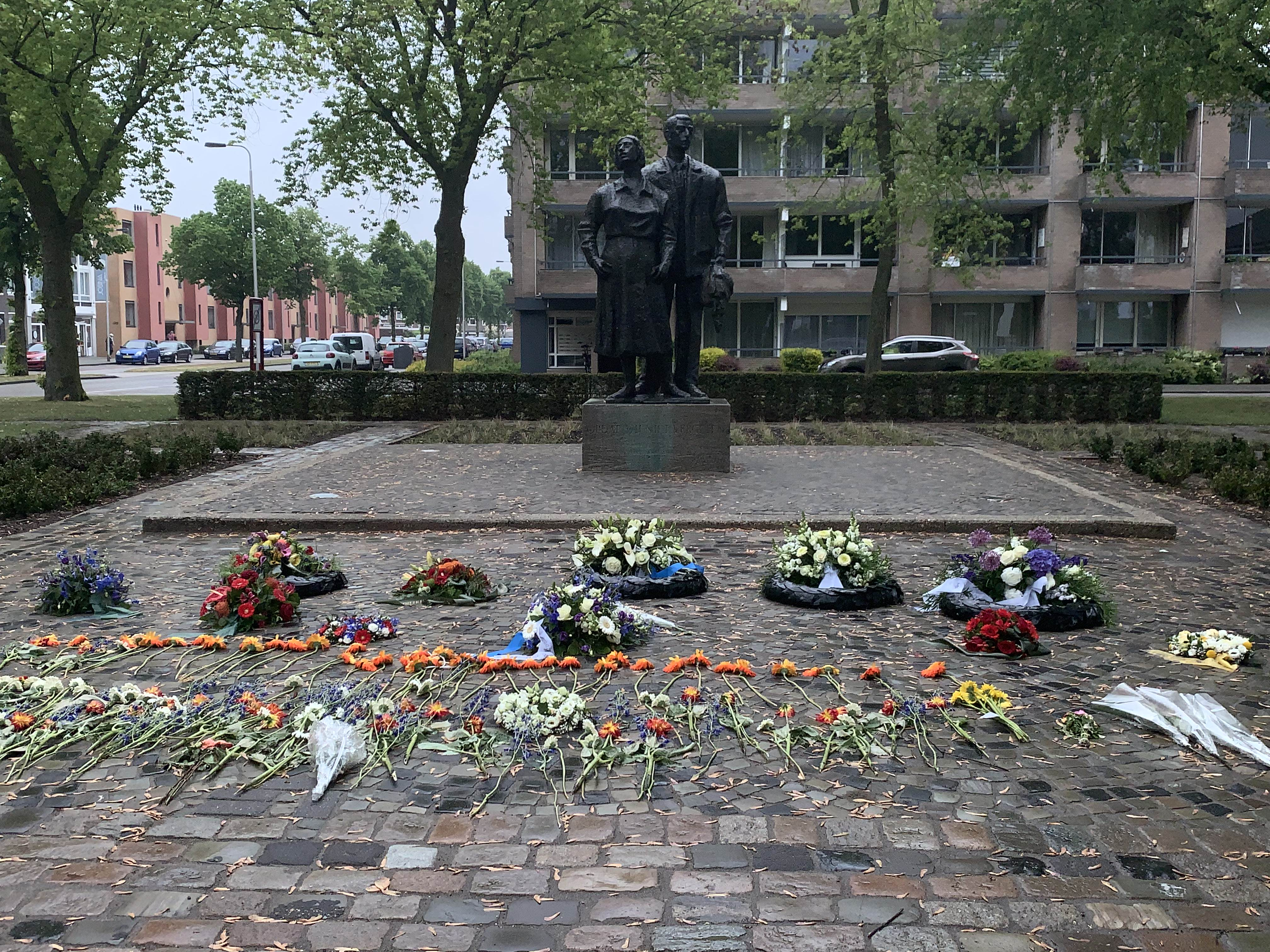
Het monument enkele dagen na de herdenking in 2019.

Het monument symboliseert een Joodse man en vrouw die enkel de meest noodzakelijke bagage bij zich dragen, omdat ze op de vlucht slaan. Het beeld is opgericht ter nagedachtenis van meer dan 300 Joodse inwoners van Oss die tijdens de Tweede Wereldoorlog door de Duitse bezetters zijn gedeporteerd naar concentratie- en vernietigingskampen.

### Jaarlijkse herdenking
Jaarlijks vindt de Dodenherdenking van de gemeente Oss plaats bij dit oorlogsmonument. De burgemeester vertegenwoordigt de gemeente Oss bij deze ceremonie en wordt vergezeld door gastsprekers. In 2019 was SP-fractievoorzitter Lilian Marijnissen een van de aanwezige gastsprekers bij de herdenkingsceremonie.  Ook worden de lokale verenigingen zoals scoutinggroepen betrokken bij de ceremonie.

## Geschiedenis van de Joodse gemeenschap in Oss
Oss kent een lange geschiedenis van Joodse inwoners. In de Middeleeuwen werden al voor het eerst meldingen gemaakt van Joodse inwoners. Een Joodse gemeenschap kwam halverwege de achttiende eeuw tot stand dankzij het relatief tolerante beleid van de stad. Sinds de jaren ’30 zetten leden van vooraanstaande Joodse families zich vanuit de gemeenteraad in voor Joodse vluchtelingen uit Duitsland. In ruim een half jaar tijd, tussen augustus 1942 en april 1943, werden vrijwel alle Joodse inwoners van Oss gedeporteerd. Enkelen van hen overleefden en sommigen wisten onder te duiken.